# 大興集中營
大興集中營位於朝鮮民主主義人民共和國咸鏡南道端川市大興洞，是朝鲜兼容政治犯和經濟犯的勞改集中營之一。
與其他集中營相同，與朝鲜持不同政見者可能被關押。囚犯間難以交談，更難以被釋放。而針對一些在外朝鮮國民，如參與完體育賽事歸國途中，也有可能被監禁至此。據脫北者描述，這種情況大多發生在從韓國歸來時。